# فهرست شهرهای جدید ایران

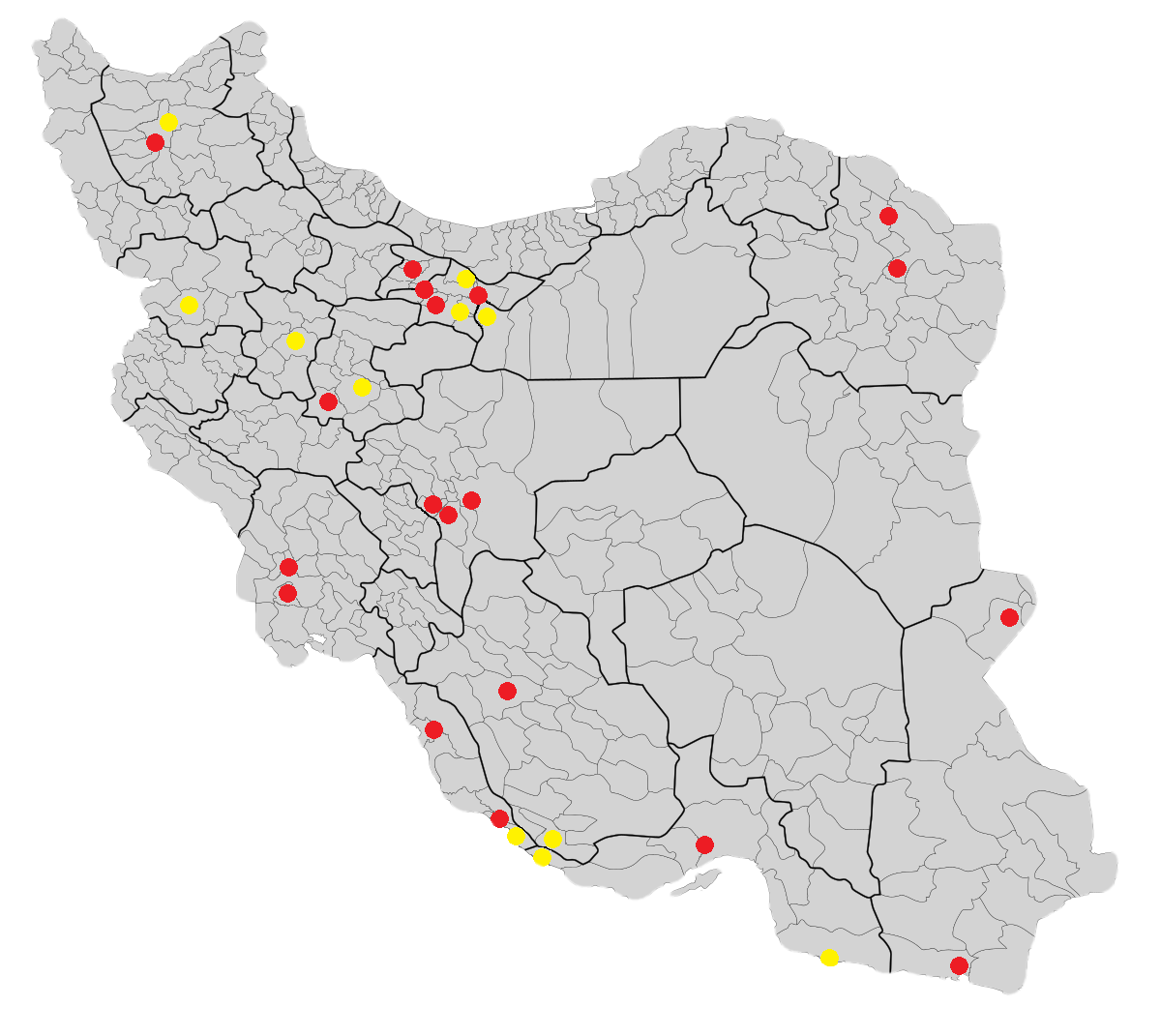
نقشه پراکندگی شهرهای جدید (نوین شهرهای) ایران
شهرهای نسل اول
شهرهای نسل دوم

شهر جدید (نوین شهر) شهری است که از ابتدا ساخت آن برنامه‌ریزی شده و معمولاً در زمین‌هایی ساخته شده که پیشتر بدون استفاده بودند. در ایران امروزی بیش از ۲۰ شهر جدید ساخته شده یا در حال ساخت می‌باشند که اکثراً اطراف کلان‌شهرها مانند تهران، کازرون، مشهد، اصفهان، کرج، شیراز، تبریز، اهواز و اراک قرار گرفته‌اند. آمار نشان می‌دهد در پی جهش قیمت مسکن در کلانشهرها و افزایش امکانات در نوین شهرها، تقاضای سکونت در شهرهای جدید اطراف آنها به میزان دو برابر میانگین ۲۳ ساله افزایش یافته‌است. شرکت مادر تخصصی عمران شهرهای جدید مسئول ایجاد شهرهای جدید (نوین شهرها) در ایران است.
در حال حاضر ۱۷ شهر جدید دولتی با تخمین حدود ۴ میلیون جمعیت در ۴۰ هزار هکتار زمین دولتی (مطابق طرح‌های مصوب) در حال ایجاد هستند و در این شهرها ۸۰۰ هزار نفر سکنی گزیده‌اند و پیش‌بینی می‌شود جمعیت آن‌ها تا ۵ سال آینده به بیش از ۲٫۵ میلیون نفر برسد. ۱۳ شهر جدید دیگر نیز در حال ساخت یا در مرحله مطالعات هستند. هم‌اکنون پرند پرجمعیت‌ترین شهر جدید کشور است و پس از آن، شهرهای اندیشه ،صدرا،مهرگان ،فولادشهر، [قلعه شاخانی] ،سهند، بهارستان، پردیس، مهستان و گلبهار در رتبه‌های بعدی قرار دارند.

## تاریخچه
تجربه ساخت شهرهای جدید (نوین شهرها) در بسیاری از کشورها در قرن بیستم و بیست و یکم وجود دارد. برخی از این نوین شهرها شهرت جهانی دارند مانند آنکارا در ترکیه، واشینگتن در آمریکا، دهلی نو در هندوستان، کانبرا در استرالیا، ابوظبی در امارات، برازیلیا در برزیل و …
طرح احداث شهرهای جدید (نوین شهرها) در اسفند ۱۳۶۴ در دوران ریاست جمهوری آیت‌الله سید علی خامنه‌ای و در دولت میرحسین موسوی به تصویب هیئت وزیران رسید و به منظور سیاست‌گذاری، مدیریت و راهبری جهت تحقق اهداف، شرکت مادر تخصصی عمران شهرهای جدید در خرداد سال ۱۳۶۸ تشکیل گردید. سپس شرکت‌های وابسته برای پیگیری طراحی، احداث و مدیریت هر شهر جدید تأسیس شد.
در دولت نهم در زمان ریاست جمهوری محمود احمدی‌نژاد و وزارت محمد سعیدی کیا، با مطرح شدن مسکن مهر، بیشترین فعالیت این شرکت به این حوزه معطوف شد تا جایی که بسیاری از مطالعات و طرح‌های قبلی به منظور ایجاد مسکن مهر و شعار مسکن ارزان برای مستضعفین، کنار گذاشته شد و انبوه‌سازی که خود ارزش اصلی گردیده بود، کیفیت و هزینه را در حاشیه قرار داد. طبق اظهارات محمد سعیدی کیا به موجب این طرح می‌بایست یک میلیون و پانصد هزار واحد مسکونی برای قشر کم درآمد و ضعیف جامعه احداث شده و به مردم واگذار شود.
در دولت یازدهم و در دورهٔ ریاست جمهوری حسن روحانی و وزارت عباس آخوندی، وزیر مخالفت‌های بسیاری با طرح مسکن مهر کرد، ولی با تمام مخالفت‌ها بیان کرد به تعهدات پیشین در مسکن مهر پایبند است. طرح اقدام ملی مسکن نیز در نوین شهرها در حال اجرا می‌باشد.

## فهرست

### شهرهای جدید نسل نخست
| ۱  | پرند     | تهران    | تهران          | ۹۷٬۴۶۴  | ۱۵۹٬۳۵۰ | ۱۳ | ۹۷٬۴۶۴  | ۱۵۹٬۳۵۰ | −۳۸٫۸۴٪ |
| ۲  | اندیشه   | تهران    | تهران          | ۱۱۶٬۰۶۲ | ۱۳۱٬۳۹۴ | ۱۱ | ۱۱۶٬۰۶۲ | ۱۳۱٬۳۹۴ | −۱۱٫۶۷٪ |
| ۳  | صدرا     | شیراز    | فارس           | ۹۱٬۸۶۳  | ۱۲۲٬۲۲۶ | ۶  | ۹۱٬۸۶۳  | ۱۲۲٬۲۲۶ | −۲۴٫۸۴٪ |
| ۴  | فولادشهر | اصفهان   | اصفهان         | ۸۸٬۴۲۶  | ۱۲۱٬۳۲۲ | ۶  | ۸۸٬۴۲۶  | ۱۲۱٬۳۲۲ | −۲۷٫۱۱٪ |
| ۵  | پردیس    | تهران    | تهران          | ۷۳٬۳۶۳  | ۱۱۴٬۲۴۹ | ۱۶ | ۷۳٬۳۶۳  | ۱۱۴٬۲۴۹ | −۳۵٫۷۹٪ |
| ۶  | بهارستان | اصفهان   | اصفهان         | ۷۹٬۰۲۳  | ۹۵٬۴۳۱  | ۱۲ | ۷۹٬۰۲۳  | ۱۰۶٬۴۳۳ | −۲۵٫۷۵٪ |
| ۷  | سهند     | تبریز    | آذربایجان شرقی | ۸۲٬۴۹۴  | ۹۳٬۲۸۵  | ۷  | ۸۲٬۴۹۴  | ۹۳٬۲۸۵  | −۱۱٫۵۷٪ |
| ۸  | گلبهار   | مشهد     | خراسان رضوی    | ۳۶٬۸۷۷  | ۵۳٬۵۰۴  | ۱۳ | ۳۶٬۸۷۷  | ۵۳٬۵۰۴  | −۳۱٫۰۸٪ |
| ۹  | مهستان   | کرج      | البرز          | ۴۲٬۱۴۷  | ۴۹٬۴۱۷  | ۱۰ | ۴۲٬۱۴۷  | ۴۹٬۴۱۷  | −۱۴٫۷۱٪ |
| ۱۰ | عالی‌شهر  | بوشهر    | بوشهر          | ۲۳٬۱۷۸  | ۳۱٬۰۷۴  | ۸  | ۲۳٬۱۷۸  | ۳۱٬۰۷۴  | −۲۵٫۴۱٪ |
| ۱۱ | مهاجران  | اراک     | مرکزی          | ۲۰٬۳۴۶  | ۲۱٬۹۴۴  | ۱۰ | ۲۰٬۳۴۶  | ۲۱٬۹۴۴  | −۷٫۲۸٪  |
| ۱۲ | مجلسی    | اصفهان   | اصفهان         | ۹٬۳۶۳   | ۱۱٬۰۲۸  | ۲۳ | ۹٬۳۶۳   | ۱۱٬۰۲۸  | −۱۵٫۱۰٪ |
| ۱۳ | بینالود  | مشهد     | خراسان رضوی    | ۵٬۶۳۵   | ۶٬۰۶۳   | ۵۰ | ۵٬۶۳۵   | ۶٬۰۶۳   | −۷٫۰۶٪  |
| ۱۴ | شیرین‌شهر | اهواز    | خوزستان        | ۳۹۵     | ۴۴۵     | —  | ۳۹۵     | ۴۴۵     | −۱۱٫۲۴٪ |
| ۱۵ | علوی     | بندرعباس | هرمزگان        | ۱۷۴     | ۳۸۸     | —  | ۱۷۴     | ۳۸۸     | −۵۵٫۱۵٪ |
| ۱۶ | رامین    | اهواز    | خوزستان        | ۴۸      | ۳۱۱     | —  | ۴۸      | ۳۱۱     | −۸۴٫۵۷٪ |
| ۱۷ | قلعه     | کرمانشاه | کرمانشاه       | ۶۲      | ۲۴۵     | —  | ۶۲      | ۲۴۵     | −۷۴٫۶۹٪ |

### شهرهای جدید نسل نوین
عمده شهرهای جدید موجود در کشور عمدتاً بر پایه اقتصاد خدمات محلی و نیز در ارتباط با مناطق صنعتی مجاور شکل گرفته‌اند. با این حال به نظر می‌رسد همچنان پهنه‌های دیگر ایران، دارای استعداد فراوان در ایجاد شهرهای جدید با کارکردهای اقتصادی دیگری همچون کشاورزی، آموزشی و تحقیقاتی، فناوری‌های نو، بازرگانی، جهانگردی، گردشگری و … باشد، به گونه ای که امکان اسکان پایدار از یک سو و حفظ اراضی ارزشمند طبیعی با رعایت الزامات آمایش سرزمین از سویی دیگر فراهم شود. در این زمینه ایجاد شهرهای جدید کوچک، می‌تواند سبب مهار رشد فزاینده شهرک‌های قارچ گونه و نیز سکونتگاه‌های غیررسمی شود. این ایده نیازمند مکان‌یابی نسل دوم شهرهای جدید در کشور است.
| ردیف | نام شهر  | شهر مادر | استان             |
| ---- | -------- | -------- | ----------------- |
| ۱    | خوارزمی  | تهران    | سمنان             |
| ۲    | لتیان    | تهران    | تهران             |
| ۳    | ایوانکی  | تهران    | سمنان             |
| ۴    | شهریار   | تبریز    | آذربایجان شرقی    |
| ۵    | حورا     | همدان    | همدان             |
| ۶    | امیرکبیر | اراک     | مرکزی             |
| ۷    | زاگرس    | سنندج    | کردستان           |
| ۸    | تیس      | چابهار   | سیستان و بلوچستان |
| ۹    | تابناک   | لامرد    | فارس              |
| ۱۰   | سیراف    | عسلویه   | بوشهر             |
| ۱۱   | پارس     | عسلویه   | بوشهر             |
| ۱۲   | کوشک     | پارسیان  | هرمزگان           |
| ۱۳   | مکران    | جاسک     | هرمزگان           |

## نگارخانه

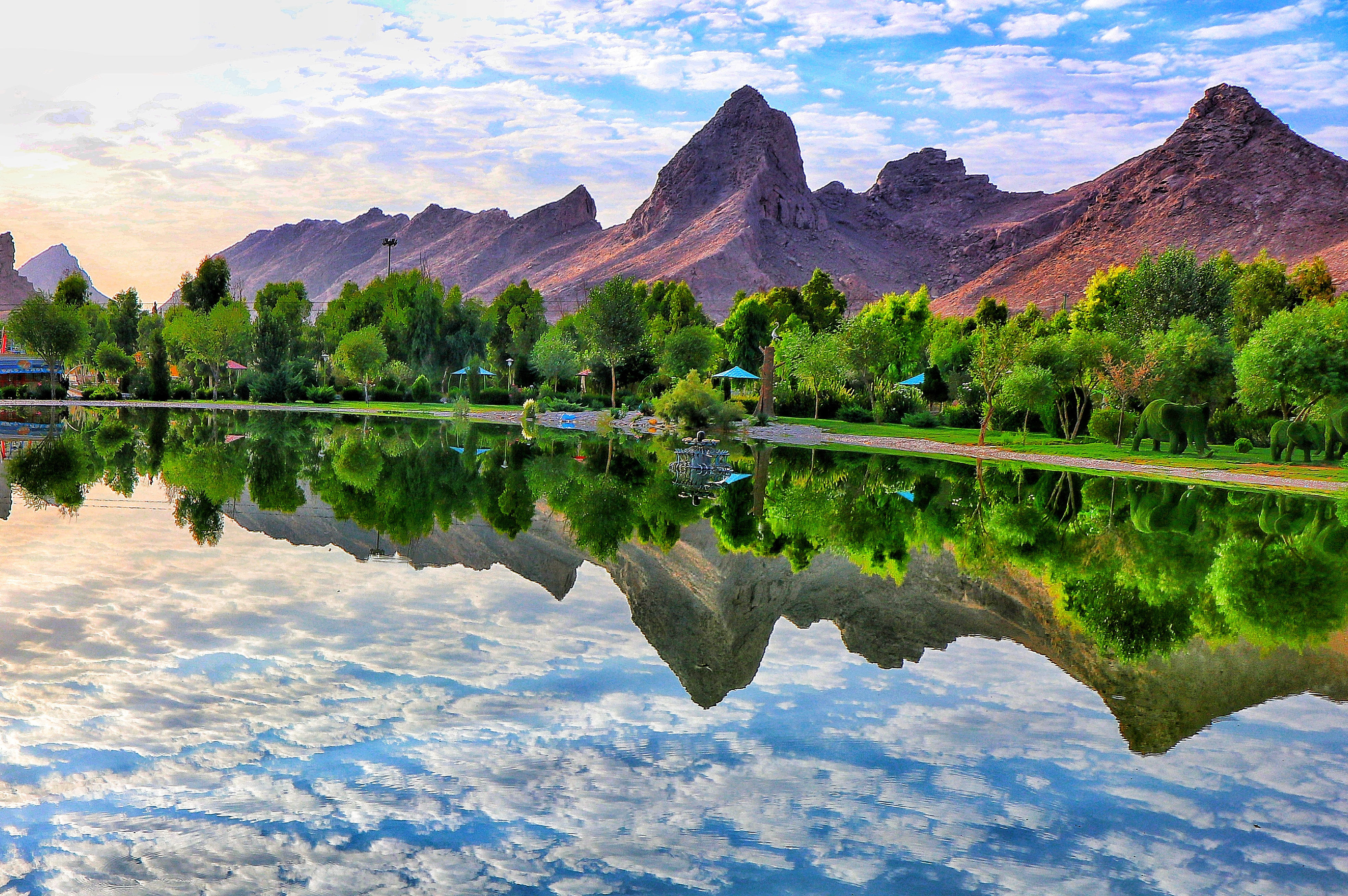
بهارستان
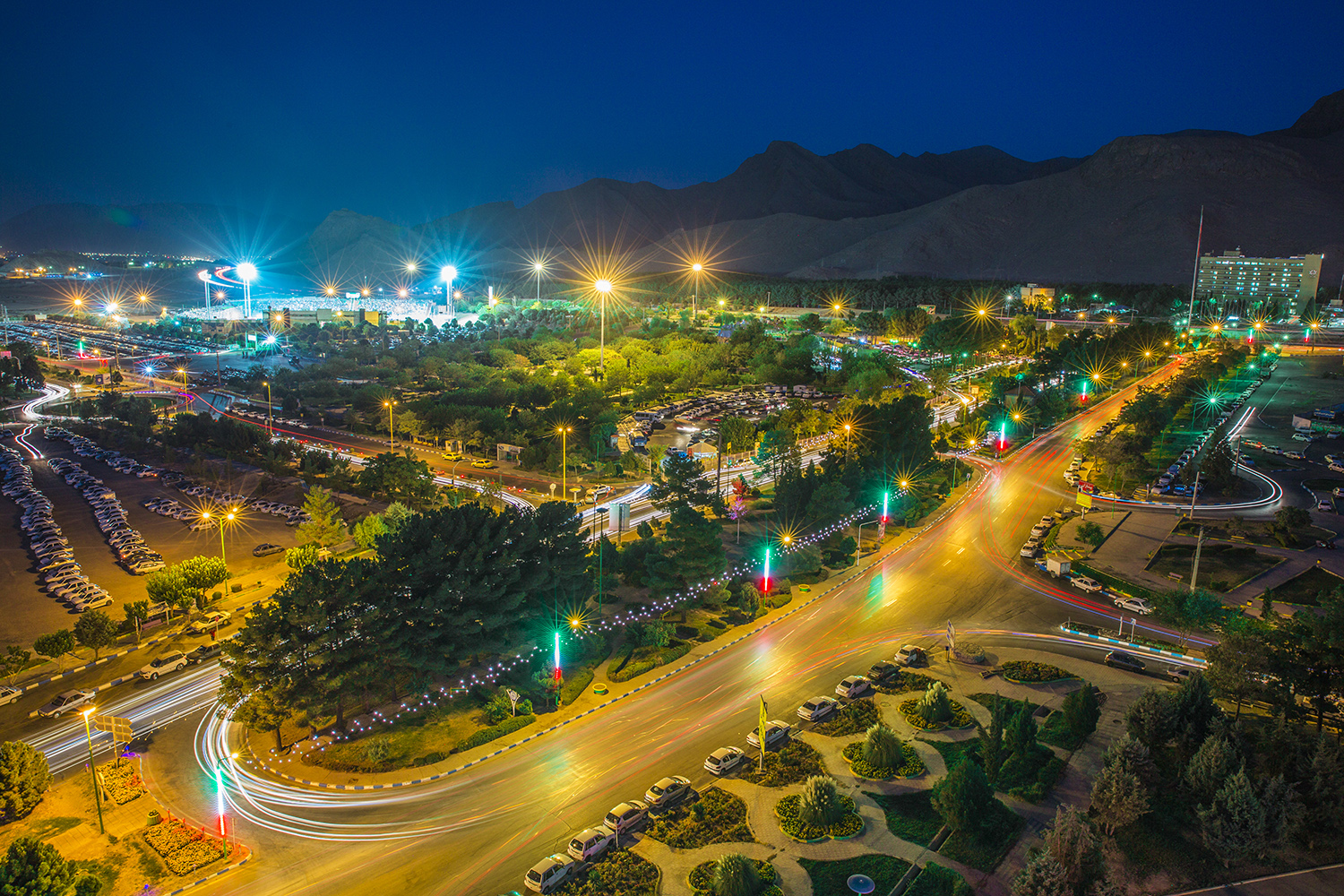
فولادشهر
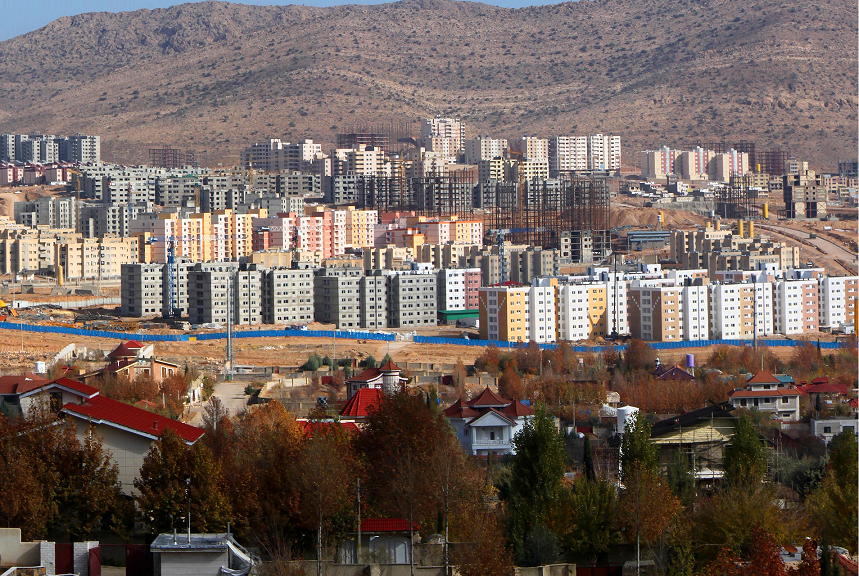
صدرا
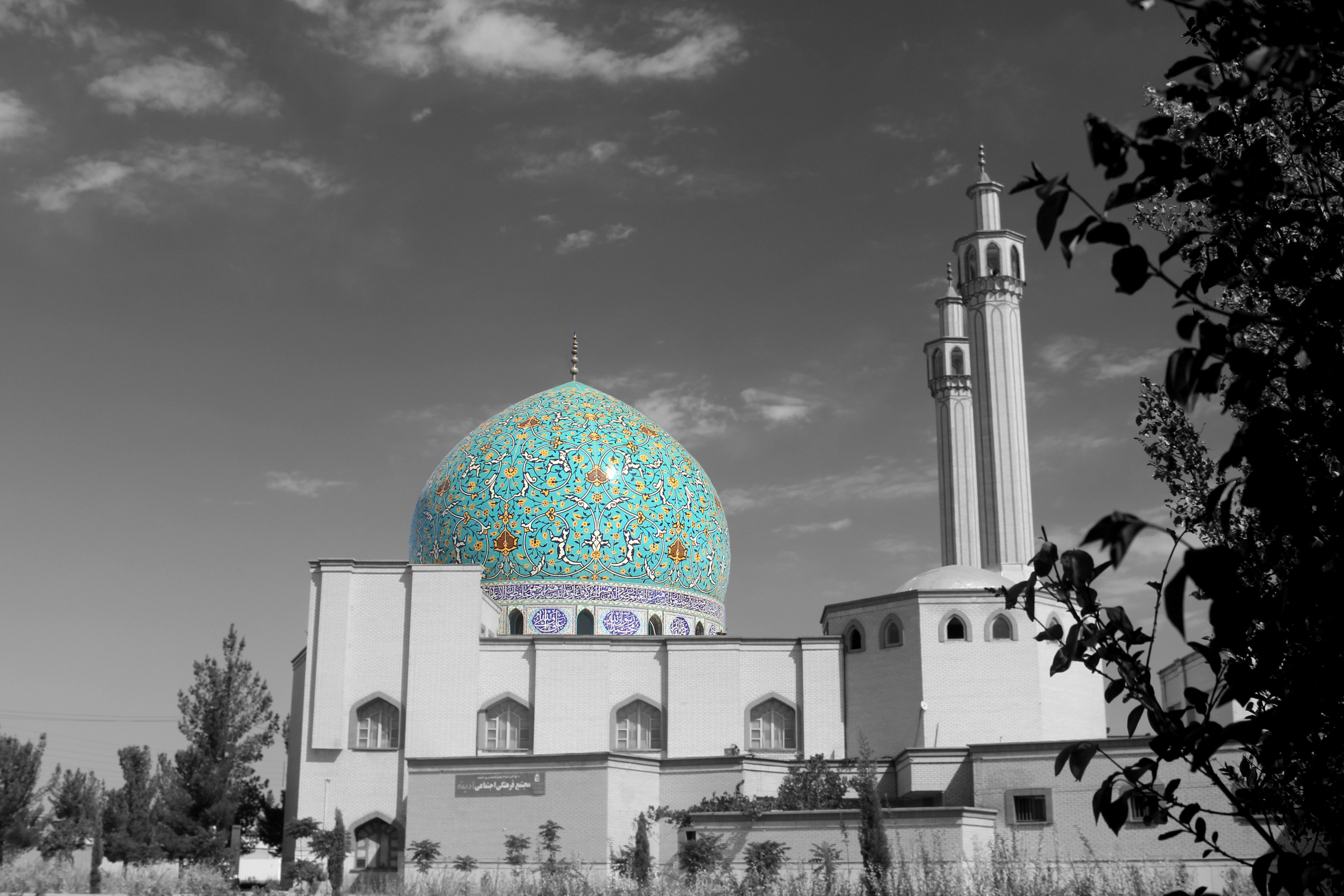
مجلسی
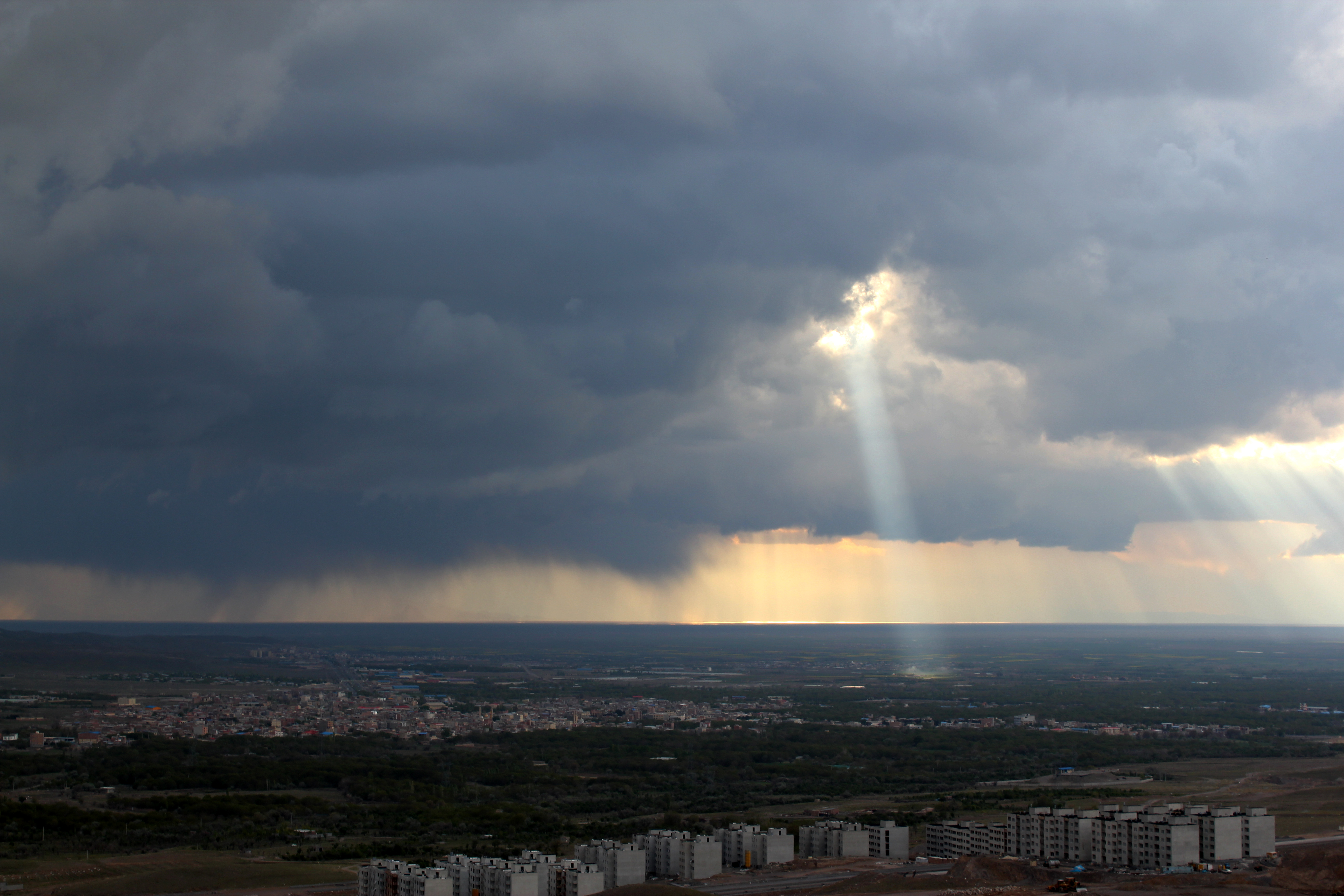
سهند
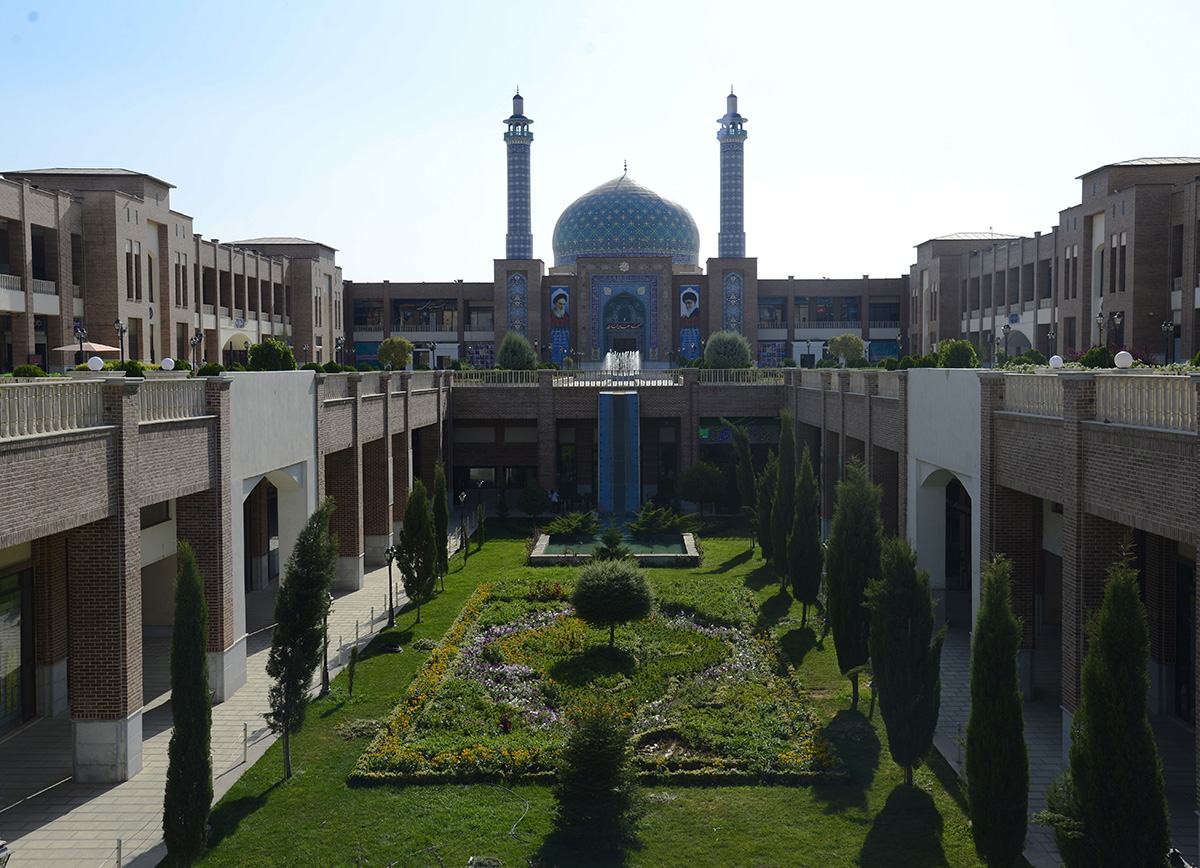
بازار ایرانی اسلامی اندیشه
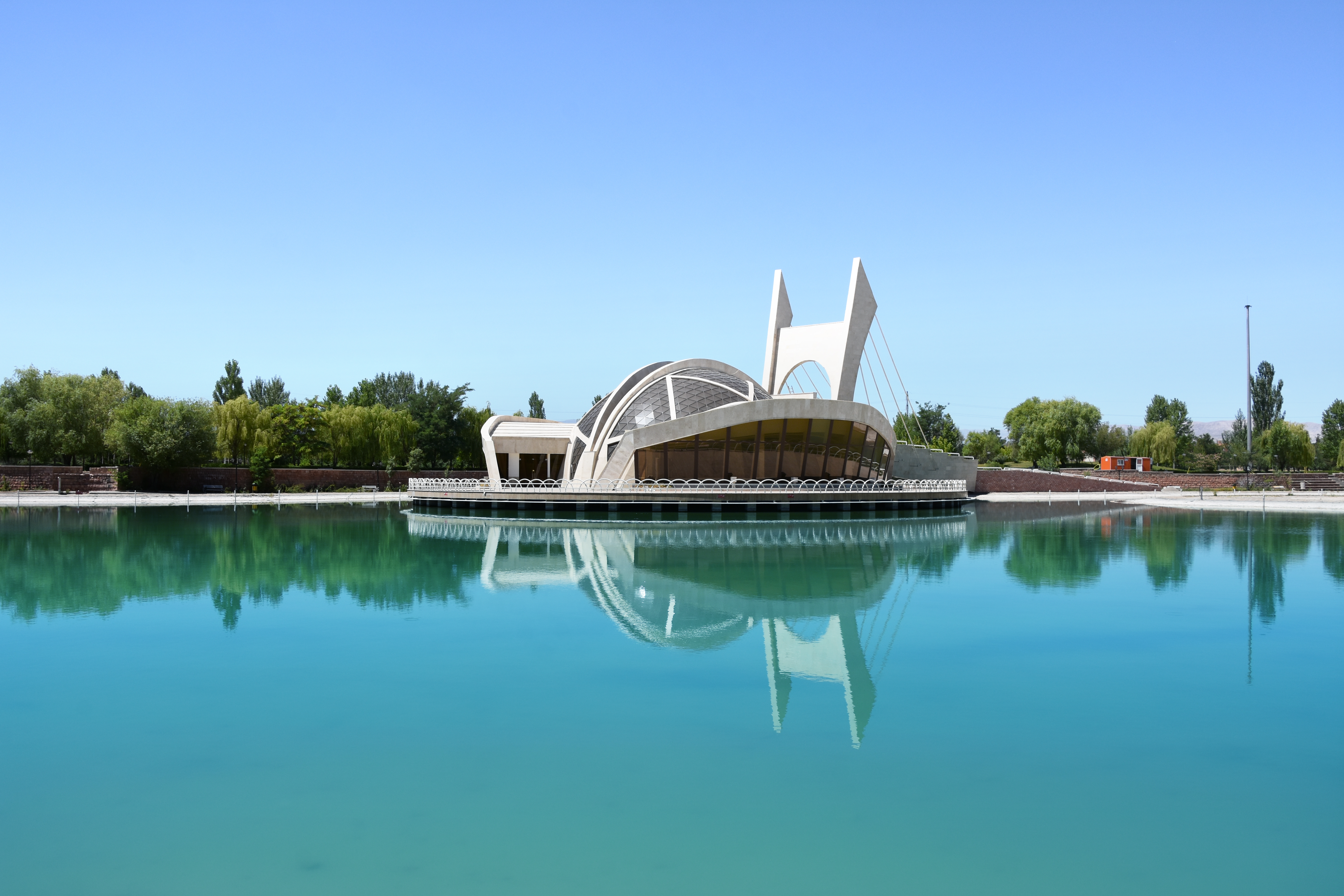
گلبهار
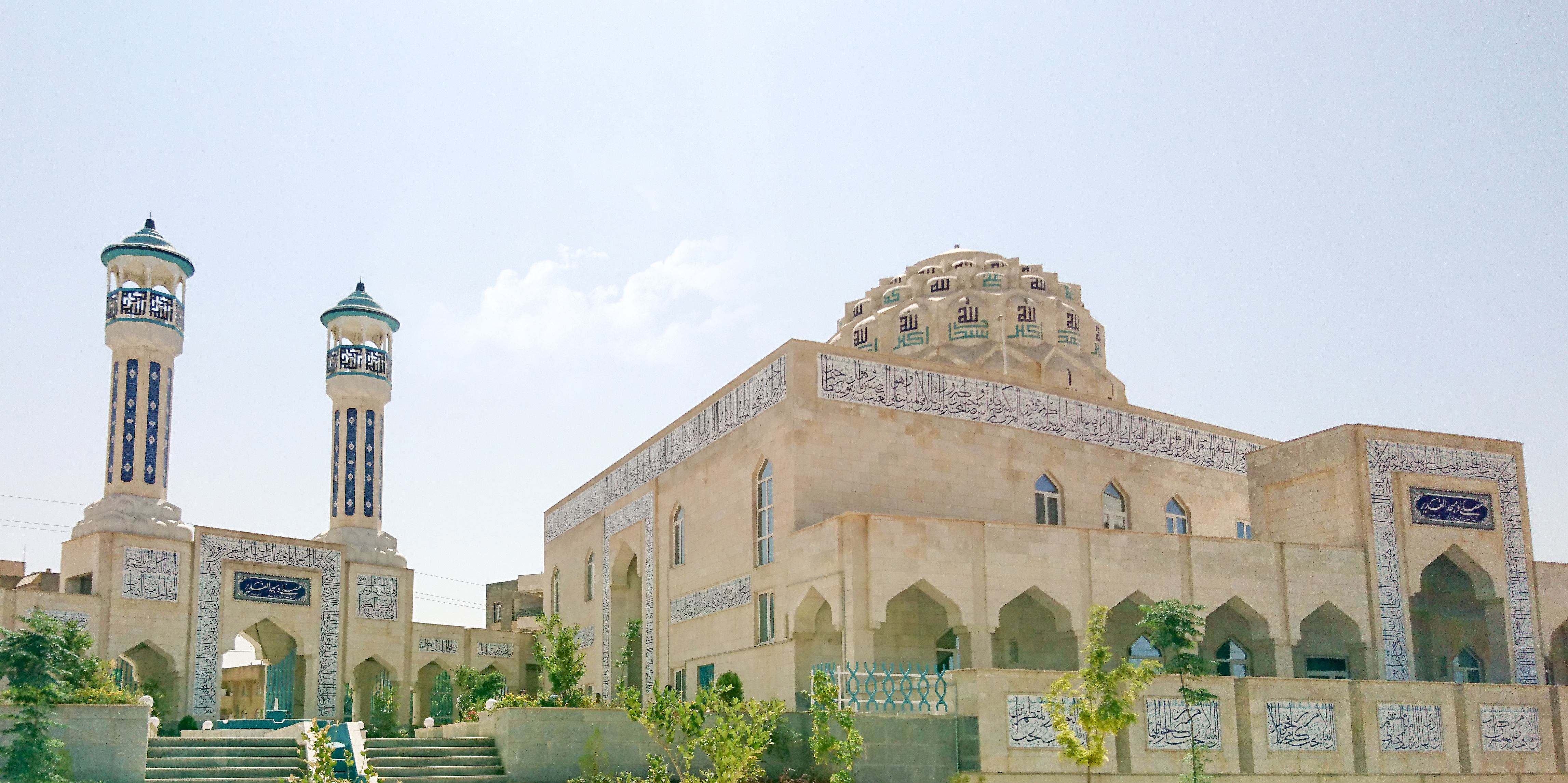
مسجد هشتگرد
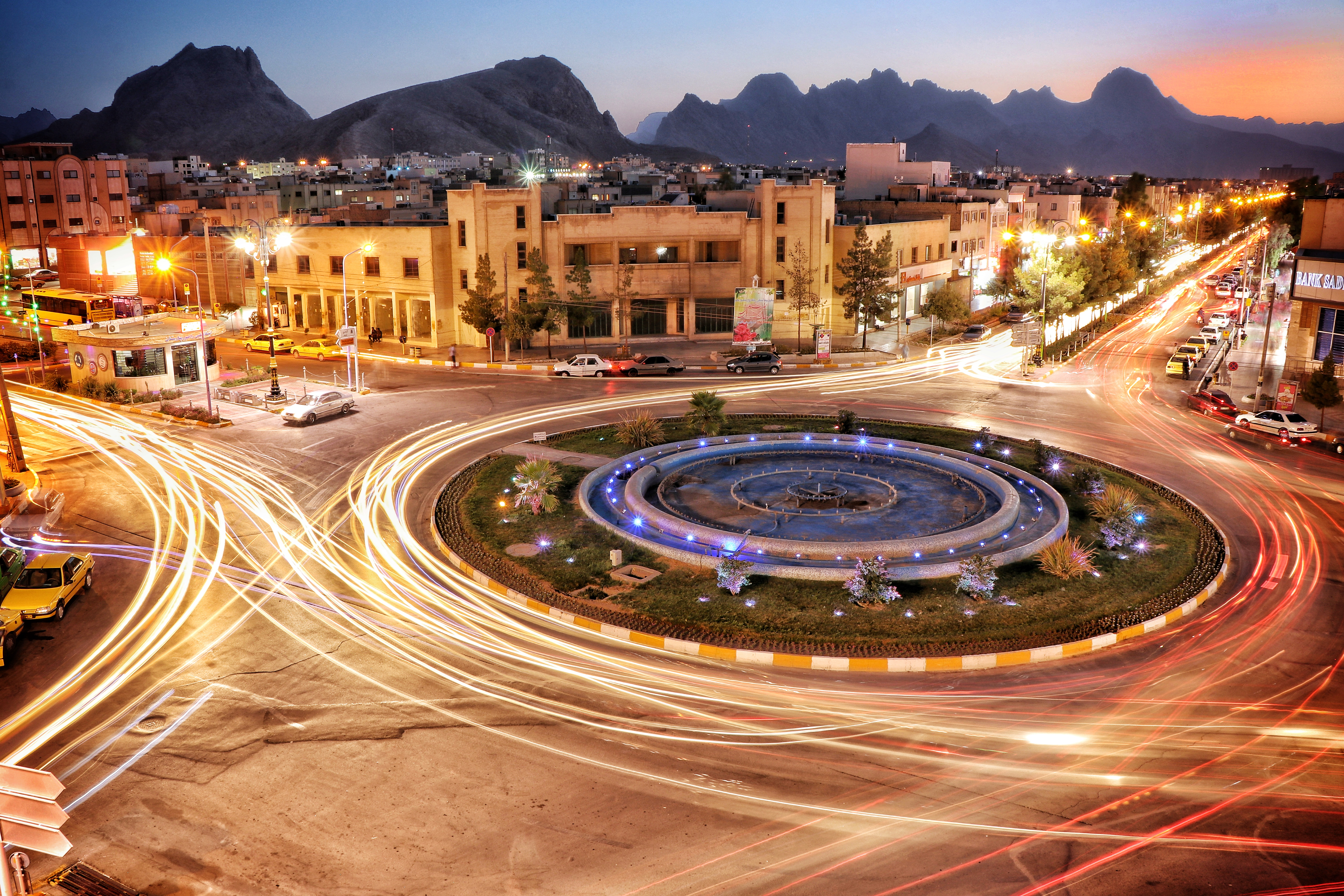
بهارستان
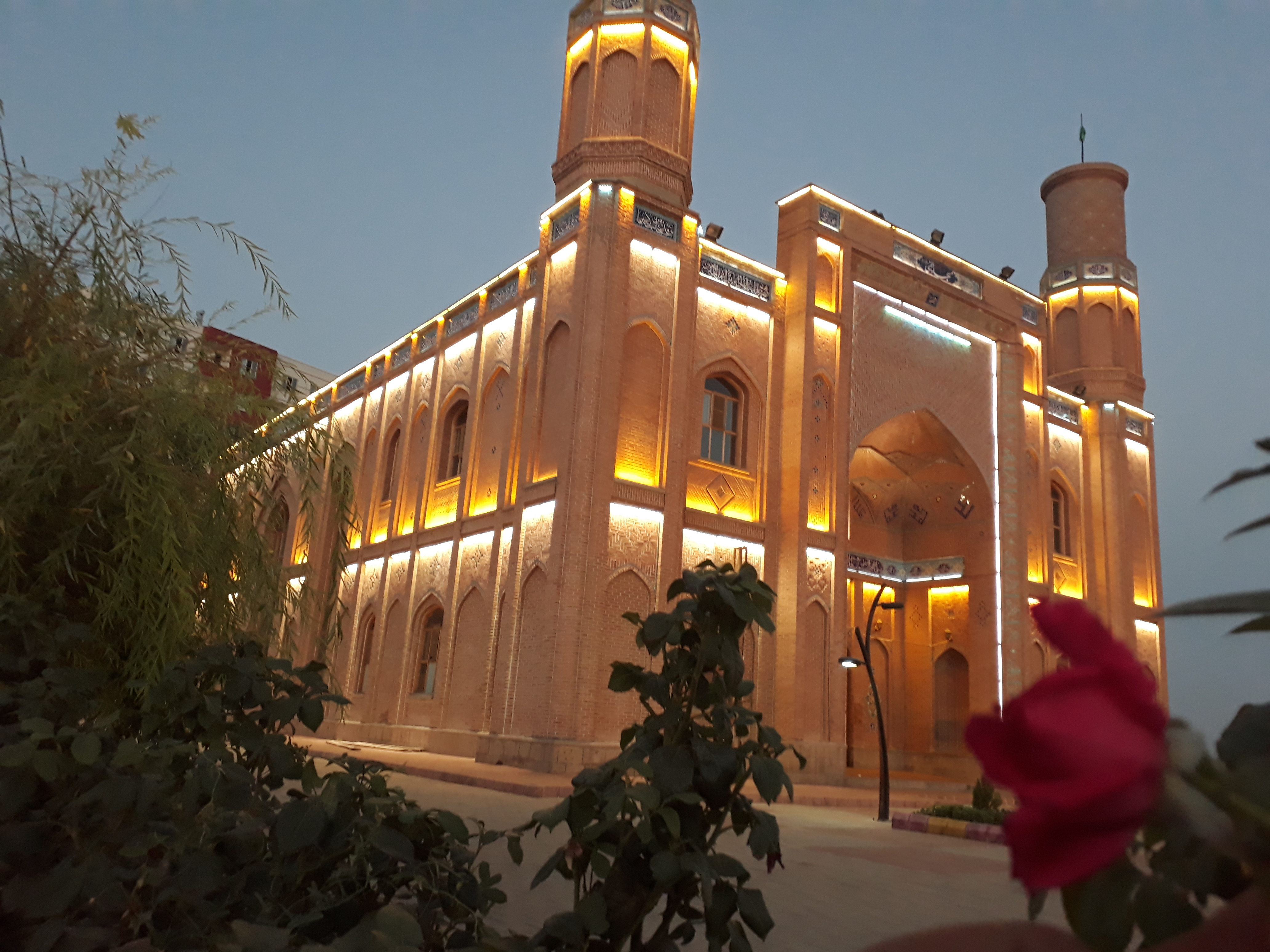
مسجد سهند
شهر پرند